# Jorge Marco de Oliveira Moraes
Jorge Marco de Oliveira Moraes (Rio de Janeiro, 28 de março de 1996) é um futebolista brasileiro que atua como lateral-esquerdo. Atualmente, está sem clube.

## Carreira

### Flamengo

#### Início
Jorge chegou ao Flamengo em 2008, aos 12 anos. Foi no rubro-negro que o jogador fez a transição do futebol de salão para o campo, sendo incorporado ao elenco do mirim (Sub-13) do Flamengo.
A mudança fez bem ao atleta, que logo começou a se destacar nas categorias de base do clube, atuando tanto como lateral-esquerdo quanto como meio-campista. Em 2011, conquistou a Lion City Cup e em 2013, foi o grande destaque na equipe rubro-negra vice campeã da Copa do Brasil Sub-17.

#### 2014
Jorge fez parte do grupo que disputou a Copa São Paulo de Futebol Júnior de 2014, tendo sido titular em um jogo. Estreou como profissional pelo Flamengo no empate por 2 a 2 diante do Bangu em partida válida pela 14ª rodada da Taça Guanabara do Campeonato Carioca, na qual foi titular. Na ocasião, enquanto uma equipe repleta de pratas da casa jogou esta partida pelo estadual, o time principal estava embarcando para a Bolívia, local da partida contra o Bolívar, pela fase de grupos da Libertadores da América. Ainda em 2014, Jorge conquistou mais um título com pela base rubro-negra, o Torneio Octávio Pinto Guimarães.

#### 2015
| “ | 2015 foi inesquecível para mim. Muita coisa boa aconteceu, como as convocações para as seleções de base, o troféu de melhor lateral-esquerdo do Mundial Sub-20 e a subida para o profissional do Flamengo. | ” |

Jorge viveu seu auge nas categorias de base do rubro-negro em 2015. Disputou, como titular, a Copinha de 2015 e foi um dos destaques do time que tinha Jajá, Matheus Sávio, Douglas Baggio, entre outros.
Após destacar-se na Copinha, teve um início impressionante no Carioca Sub-20. O auge foi no dia 20 de fevereiro, quando marcou três gols na goleada rubro-negra por 9 a 0 sobre o Boavista, e ainda deu uma assistência para o gol de Douglas Baggio.
Mantendo as suas boas atuações no Campeonato Carioca Sub-20, Jorge foi chamado pelo treinador Vanderlei Luxemburgo para participar do amistoso realizado contra o Nacional do Uruguai, jogo que marcou a despedida do ídolo Leo Moura. Na ocasião, o Flamengo venceu a partida por 2 a 0. Após ter se destacado no amistoso, Jorge e mais três foram inscritos no Campeonato Carioca (o regulamento da competição permitia inscrever cinco atletas abaixo de 20 anos).
Após retornar do mundial Sub-20, alguns fatos levaram Jorge, que havia sido o melhor lateral-esquerdo do mundial Sub-20 deste ano, a titularidade da equipe. As saídas por empréstimo de Anderson Pico e Thallyson e a convocação de Pablo Armero para a Copa América abriram brecha para que o jovem jogador fosse titular diante do Joinville. A atuação segura defensivamente e destacável ofensivamente foram o suficiente para mostrar que ali havia um jogador a nível para a titularidade no Flamengo. A partir daí Jorge praticamente não saiu mais do time.
Jorge marcou seu primeiro gol como profissional no dia 15 de julho, em uma vitória por 2 a 0 contra o Náutico, fora de casa, na Arena de Pernambuco, válida pela Copa do Brasil. Ao fazer o gol, o jogador se emocionou e não conteve as lágrimas. Naquele momento, Jorge já se firmava como titular absoluto e incontestável da lateral-esquerda do Fla, deixando o colombiano Armero no banco de reservas.
Em setembro, a cúpula de futebol do Flamengo e os representantes do atleta definiram a renovação de seu contrato com o clube até o fim de 2019 (seu contrato era válido até 31 de dezembro de 2017).
Terminou o Campeonato Brasileiro em alta, apesar da impressionante irregularidade do Flamengo na competição. Segundo o site Whoscored, sua pior atuação no campeonato teve nota de 6,49 o que mostra que o jogador não teve nenhuma partida comprometedora durante o torneio. Além disso, o lateral também teve a maior nota média no elenco com 7,24 (sendo também a oitava maior do campeonato).

#### 2016
O bom desempenho no ano de 2015 e no início de 2016 rendeu elogios ao jogador. Ricardo Rocha, comentarista do SporTV, colocou o camisa 6 como a principal revelação da nova safra de jogadores do futebol nacional.
| “                                     | Acho que o Jorge é a maior revelação do futebol brasileiro hoje. É muito bom jogador. | ” |
| — Ricardo Rocha, em fevereiro de 2016 |                                                                                       |   |

Em março, o site Squawka, especializado em futebol, destacou Jorge como uma das nove promessas nascidas na América do Sul e ainda longe dos holofotes.
No dia 24 de abril, na partida diante do Vasco da Gama, válida pela semifinal do Campeonato Carioca, Jorge tornou-se o 9º jogador mais jovem a completar 50 jogos pelo Fla.
Em 29 de maio, na vitória do Flamengo por 2 a 1 sobre a Ponte Preta em Campinas, Jorge marcou um golaço (seu terceiro gol com a camisa rubro-negra). Na cobrança de escanteio, o goleiro João Carlos afastou a bola com um soco e Jorge, da meia-lua, pegou de primeira, sem deixar a bola cair, e mandou para a rede, após a bola tocar no travessão e cair dentro da meta. O chute chegou a incríveis 109km/h. Este lance foi eleito o gol mais bonito da rodada, numa enquete realizada pelo programa É Gol!!!, do canal SporTV.
No dia 31 de agosto, na partida de volta contra o Figueirense pela Copa Sul-Americana, Jorge marcou o mais belo gol de sua carreira até então. Aos 25 min de jogo, ele pegou o rebote de uma cobrança de falta que foi cruzada na área, dominou a bola — que estava no ar — com o pé esquerdo, deixou Ferrugem e Marquinhos Pedroso na saudade com dois dribles e acertou um chutaço de fora da área, sem chances para o goleiro Gatito Fernández. Na comemoração do gol, assim como no seu primeiro gol marcado nos profissionais, Jorge não se conteve e mal segurou as lágrimas, já que este era o seu terceiro jogo após uma lesão que o deixou afastado mais de um mês dos gramados.
| “ | Mais um choro, mais uma emoção. Fiquei um mês e um pouquinho parado por lesão, nenhum jogador que ama o que faz gosta de ficar fora, estava agoniado para voltar. Depois que fiquei parado, é o terceiro jogo que eu faço. Estou bem demais, a preparação física foi maravilhosa. O gol não foi só para mim, foi para todo mundo que me ajudou e para a torcida. | ” |

Este gol participou de uma enquete promovida pelo programa É Gol!!!, do SporTV, como o gol mais bonito do dia. No final do ano, por meio de uma eleição promovida pela conta oficial do Flamengo no Twitter, os torcedores rubro-negros puderam escolher os melhores do ano em diversas categorias, e este gol foi eleito o mais bonito do ano. Além do gol, Jorge se destacou na partida, sendo o maior ladrão de bolas (3 roubadas), quem mais desarmou (14) e quem mais sofreu faltas (4), ajudando o Flamengo a sair com o resultado que necessitava para se classificar.
No jogo Flamengo x Botafogo, válido pela 34a rodada do Brasileirão-16, Jorge aplicou dois chapéus no mesmo lance em Camilo, do Botafogo. Esta jogada foi eleita o lance mais abusado do ano no Brasil, em enquete realizada pelo programa É Gol!!!, do SporTV.
O excelente Brasileirão-2016 que Jorge fez lhe rendeu o Prêmio Craque do Brasileirão como o melhor lateral esquerdo da competição. Além disso, Jorge também terminou o campeonato com a melhor pontuação entre os laterais esquerdos no fantasy game Cartola FC.

#### 2017
Jorge participou de toda a pré-temporada de 2017 ainda como jogador do Flamengo. No dia 19 de janeiro de 2017, ele foi convocado pela primeira vez para a Seleção Brasileira principal. Neste dia o técnico Tite divulgou uma lista com 23 nomes para o chamado Jogo da Amizade. Após a partida, Jorge falou em tom de despedida do Flamengo.
No dia 26 de janeiro de 2017, dia seguinte ao jogo da Seleção, foi-se oficialmente noticiado sua venda ao Monaco, da França, que o comprou ainda na janela de transferências de janeiro. Outros clubes da Europa, como o Manchester City de Pep Guardiola, por exemplo, chegaram a sondar o atleta. Dois dias antes, porém, o Flamengo havia inscrito o jogador no Campeonato Carioca de 2017.
O departamento de futebol do Flamengo estava relutante em se desfazer de Jorge, pois o considerava peça fundamental no time. No entanto, o clube entendia que precisava negociar atletas para movimentar seu fluxo de caixa. No fim de 2016, a diretoria já sinalizava que poderia negociar o jogador se a oferta girasse entre 8 e 10 milhões de euros.
Como o Flamengo deve embolsar em torno de R$ 25 milhões pelos 70% dos direitos econômicos que tinha do jogador, conforme último balanço do clube, Jorge passa a ser a maior venda da história do clube, superando a de Renato Augusto em 2008, que rendeu cerca de R$ 15 milhões aos cofres rubro-negros. Se considerarmos somente os defensores negociados pelos times brasileiros de 2010 a janeiro de 2017, a venda de Jorge ocupa a quinta posição.
Seu último jogo pelo clube foi no amistoso contra o Vila Nova-GO, no Serra Dourada, realizado no dia 21 de janeiro de 2017. Esta também foi sua única partida pelo clube no ano.

### Monaco
No dia 26 de janeiro de 2017, o lateral-esquerdo foi vendido ao Monaco, da França. Jorge foi uma indicação do ex-meia Deco ao clube francês, em negociação intermediada pelo empresário Jorge Mendes. A sua chegada atendeu a um perfil mantido pelos monegascos de contratar garotos.
No dia 6 de fevereiro, Jorge foi apresentado oficialmente ao clube. Nas redes sociais do clube, a apresentação de Jorge foi promovida principalmente pela hashtag "WelcomeJorge". Um vídeo com o novo jogador já com a camisa 6 se arrumando no vestiário também foi divulgado.
No mesmo dia de sua apresentação oficial, Jorge foi relacionado para um jogo pela primeira vez desde que chegou ao clube, ficando à disposição do técnico Leonardo Jardim para a partida contra o Montpellier, válida pela 24ª rodada do Campeonato Francês. Sua estreia pelo clube, porém, só ocorreria no dia 1º de março, diante do Olympique de Marseille. Atuando como meia-esquerda, Jorge ajudou o Monaco a se classificar para as quartas de final da Copa da França.
No dia 20 de maio diante do Rennais em partida válida pela última rodada do Campeonato Francês, Jorge marcou seu primeiro gol com a camisa do Monaco, além dele outros brasileiros como Jemerson e Fabinho marcaram e garantiram a vitória por 3 a 2 do time francês.
Em maio de 2018, seu nome apareceu em 3o lugar de uma lista elaborada pelo jornal britânico "The Guardian", em parceria com o site de estatísticas "Who Scored", com os "talentos" que mais se destacaram na europa na temporada 2017-18.

### Porto
Em agosto de 2018, sem espaço no Monaco, foi emprestado ao Porto até o fim da temporada, com opção de compra.

### Santos
Em março de 2019, foi anunciada a sua contratação pelo Santos, por empréstimo, até o fim da temporada. Na época no Porto, o clube português topou liberar o lateral antes do fim do vínculo.
Titular no time praiano, Jorge conquistou a Bola de Prata como melhor lateral-esquerdo do Campeonato Brasileiro. Encerrou seu vínculo com o Santos em dezembro, retornando ao clube monegasco. Ele defendeu o Peixe por 35 jogos, sendo 32 como titular, dois gols e três assistências.

### Basel
Em outubro de 2020, Jorge assinou novo contrato de empréstimo, desta vez com o Basel, da Suíça, até o fim da temporada. Sofreu uma grave lesão em dezembro, e ficou afastado dos gramados por seis meses.

### Palmeiras
No dia 23 de julho de 2021, Jorge assinou um contrato com o Palmeiras válido até dezembro de 2025. Fez sua estreia dois meses depois, entrando nos minutos finais da derrota por 2–1 para o Corinthians, pelo Campeonato Brasileiro.
Jorge encerrou atemporada no Palestra em 2021, onde disputou 31 partidas e não participou diretamente de gols.
Na temporada 2022, Jorge disputou 24 partidas, não marcou gols nem deu assistências.

### Fluminense
O Fluminense acertou a contratação de Jorge em 21 de dezembro de 2022, por empréstimo válido por uma temporada, ficou determinado que uma parte do salário será paga pelo Palmeiras. O clube, caso queira, possui opção de compra ao final do vínculo de empréstimo do jogador.[carece de fontes?]
O Tricolor das Laranjeiras venceu o Audax-RJ por 3 a 0, em 5 de fevereiro de 2023, no Maracanã, pelo Campeonato Carioca, assim foi a estreia de Jorge que com boas ações ofensivas, apesar de mais discreto ajudou o Tricolor.
Jorge sofreu uma lesão no ligamento cruzado anterior do joelho direito, além do menisco, e, portanto, fará a cirurgia. A lesão aconteceu no treino de 21 de fevereiro de 2023.

### Retorno ao Santos
No dia 24 de dezembro de 2023, o Santos acertou a contratação por empréstimo de Jorge para a temporada de 2024, tendo sua segunda passagem pelo clube na sua carreira.

### Retorno ao Palmeiras e rescisão
Em março de 2024, o Santos anunciou o encerramento do empréstimo e a devolução de Jorge ao Palmeiras. O lateral-esquerdo estava em recondicionamento físico após lesão, mas ficou sem espaço no elenco santista. No mesmo dia, foi anunciada a rescisão de contrato do lateral com o clube alviverde. Jorge encerrou sua passagem pelo Palmeiras com 31 jogos, não marcou gols e nem deu assistências.

### CRB
Em abril de 2024, Jorge foi anunciado como nova contratação do CRB. Entretanto, não conseguiu se firmar na equipe, e rescindiu com o clube em setembro.

## Seleção Brasileira

### Sub-20
Jorge foi chamado pela primeira vez para Seleção Brasileira Sub-20 pelo técnico Alexandre Gallo em março de 2015, para a disputa de três partidas de um torneio amistoso na Áustria, que serviu como preparação para o mundial que seria disputado alguns meses depois.
Em maio de 2015, foi convocado para o Mundial da categoria, que foi disputado na Nova Zelândia. Foi titular, ajudou o selecionado brasileiro a conquistar o vice-campeonato mundial sub-20, e foi eleito o melhor lateral esquerdo do campeonato.

### Sub-23
Em agosto de 2015, já se destacando nos profissionais do Flamengo, foi convocado para a Seleção Brasileira Sub-23 (que se preparava para os Jogos Olímpicos) para disputar o amistoso contra a seleção da França.
Em novembro, foi novamente chamado para participar de dois amistosos que a equipe sub-23 do Brasil fez diante dos Estados Unidos.
No dia 15 de junho de 2016, o nome do Jorge apareceu numa pré-lista com 35 nomes que o técnico da seleção olímpica, Rogério Micale, poderia contar na Olimpíada do Rio. Deste número, apenas 18 foram chamados, mas o nome do Jorge não apareceu nesta lista final.

### Principal
No dia 19 de janeiro de 2017, ainda como jogador do Flamengo, Jorge foi convocado pela primeira vez para a Seleção Brasileira principal. Neste dia o técnico Tite divulgou uma lista com 23 nomes para o chamado Jogo da Amizade. Como este amistoso contra a Colômbia foi agendado fora da Data FIFA, apenas atletas que atuavam no futebol brasileiro foram convocados.
Foi convocado novamente para substituir o lateral Filipe Luís nos jogos contra Bolívia e Chile pelas Eliminatórias da Copa do Mundo 2018. Jorge seria novamente lembrado quase dois anos depois, quando, em setembro  de 2019, Tite o convocaria para os amistosos diante das seleções colombiana e peruana.

## Estatísticas
Atualizadas até 25 de fevereiro de 2023

### Clubes
| Clube             | Temporada         | Campeonato nacional | Campeonato nacional | Campeonato nacional | Copa nacional[a] | Copa nacional[a] | Copa nacional[a] | Competições continentais[b] | Competições continentais[b] | Competições continentais[b] | Outros torneios[c] | Outros torneios[c] | Outros torneios[c] | Total | Total | Total   |
| Clube             | Temporada         | Jogos               | Gols                | Assist.             | Jogos            | Gols             | Assist.          | Jogos                       | Gols                        | Assist.                     | Jogos              | Gols               | Assist.            | Jogos | Gols  | Assist. |
| ----------------- | ----------------- | ------------------- | ------------------- | ------------------- | ---------------- | ---------------- | ---------------- | --------------------------- | --------------------------- | --------------------------- | ------------------ | ------------------ | ------------------ | ----- | ----- | ------- |
| Flamengo          | 2014              | —                   | —                   | —                   | —                | —                | —                | —                           | —                           | —                           | 1                  | 0                  | 0                  | 1     | 0     | 0       |
| Flamengo          | 2015              | 22                  | 0                   | 1                   | 3                | 1                | 0                | —                           | —                           | —                           | 3                  | 0                  | 0                  | 28    | 1     | 1       |
| Flamengo          | 2016              | 32                  | 2                   | 2                   | 4                | 0                | 0                | 2                           | 1                           | 1                           | 19                 | 1                  | 3                  | 57    | 4     | 6       |
| Flamengo          | 2017              | —                   | —                   | —                   | —                | —                | —                | —                           | —                           | —                           | 1                  | 0                  | 0                  | 1     | 0     | 0       |
| Flamengo          | Total             | 54                  | 2                   | 3                   | 7                | 1                | 0                | 2                           | 1                           | 1                           | 24                 | 1                  | 3                  | 87    | 5     | 7       |
| Monaco            | 2016–17           | 2                   | 1                   | 0                   | 3                | 0                | 0                | 0                           | 0                           | 0                           | —                  | —                  | —                  | 5     | 1     | 0       |
| Monaco            | 2017–18           | 22                  | 1                   | 2                   | 1                | 0                | 0                | 4                           | 0                           | 0                           | —                  | —                  | —                  | 27    | 1     | 2       |
| Monaco            | 2019–20           | 0                   | 0                   | 0                   | 2                | 0                | 0                | 0                           | 0                           | 0                           | —                  | —                  | —                  | 2     | 0     | 0       |
| Monaco            | Total             | 24                  | 2                   | 2                   | 6                | 0                | 0                | 4                           | 0                           | 0                           | —                  | —                  | —                  | 34    | 2     | 2       |
| Porto             | 2018–19           | 0                   | 0                   | 0                   | 2                | 0                | 0                | 1                           | 0                           | 0                           | —                  | —                  | —                  | 5     | 0     | 0       |
| Porto             | Total             | 0                   | 0                   | 0                   | 2                | 0                | 0                | 1                           | 0                           | 0                           | —                  | —                  | —                  | 5     | 0     | 0       |
| Santos            | 2019              | 29                  | 1                   | 5                   | 6                | 1                | 0                | —                           | —                           | —                           | —                  | —                  | —                  | 35    | 2     | 5       |
| Santos            | 2024              | 0                   | 0                   | 0                   | 0                | 0                | 0                | —                           | —                           | —                           | 0                  | 0                  | 0                  | 0     | 0     | 0       |
| Santos            | Total             | 29                  | 1                   | 5                   | 6                | 1                | 0                | —                           | —                           | —                           | —                  | —                  | —                  | 35    | 2     | 5       |
| Basel             | 2020–21           | 5                   | 0                   | 0                   | 0                | 0                | 0                | —                           | —                           | —                           | —                  | —                  | —                  | 5     | 0     | 0       |
| Basel             | Total             | 5                   | 0                   | 0                   | 0                | 0                | 0                | —                           | —                           | —                           | —                  | —                  | —                  | 5     | 0     | 0       |
| Palmeiras         | 2021              | 7                   | 0                   | 0                   | 0                | 0                | 0                | 0                           | 0                           | 0                           | 0                  | 0                  | 0                  | 7     | 0     | 0       |
| Palmeiras         | 2022              | 9                   | 0                   | 0                   | 2                | 0                | 0                | 5                           | 0                           | 0                           | 8                  | 0                  | 0                  | 24    | 0     | 0       |
| Palmeiras         | Total             | 16                  | 0                   | 0                   | 2                | 0                | 0                | 5                           | 0                           | 0                           | 8                  | 0                  | 0                  | 31    | 0     | 0       |
| Fluminense        | 2023              | 0                   | 0                   | 0                   | 0                | 0                | 0                | 0                           | 0                           | 0                           | 4                  | 0                  | 0                  | 4     | 0     | 0       |
| Fluminense        | Total             | 0                   | 0                   | 0                   | 0                | 0                | 0                | 0                           | 0                           | 0                           | 4                  | 0                  | 0                  | 4     | 0     | 0       |
| Total na carreira | Total na carreira | 128                 | 5                   | 10                  | 23               | 2                | 0                | 12                          | 1                           | 1                           | 36                 | 1                  | 3                  | 199   | 9     | 14      |

- a. ^ Jogos da Copa do Brasil
- b. ^ Jogos da Copa Sul-Americana
- c. ^ Jogos do Campeonato Carioca, Amistoso, Troféu Asa Branca, Taça Chico Science e Primeira Liga do Brasil

|          | Data                    | Local                                               | Resultado | Adversário             | Gols | Assist. | Competição                      |
| -------- | ----------------------- | --------------------------------------------------- | --------- | ---------------------- | ---- | ------- | ------------------------------- |
| Flamengo |                         |                                                     |           |                        |      |         |                                 |
| 1.       | 16 de março de 2014     | Raulino de Oliveira, Volta Redonda, Brasil          | 2–2       | Bangu                  | 0    | 0       | Campeonato Carioca de 2014      |
| 2.       | 4 de março de 2015      | Maracanã, Rio de Janeiro, Brasil                    | 2–0       | Nacional               | 0    | 0       | Amistoso                        |
| 3.       | 25 de março de 2015     | Maracanã, Rio de Janeiro, Brasil                    | 2–1       | Bangu                  | 0    | 0       | Campeonato Carioca de 2015      |
| 4.       | 1 de julho de 2015      | Arena Joinville, Joinville, Brasil                  | 1–0       | Joinville              | 0    | 0       | Campeonato Brasileiro de 2015   |
| 5.       | 5 de julho de 2015      | Maracanã, Rio de Janeiro, Brasil                    | 1–2       | Figueirense            | 0    | 0       | Campeonato Brasileiro de 2015   |
| 6.       | 8 de julho de 2015      | Beira-Rio, Porto Alegre, Brasil                     | 2–1       | Internacional          | 0    | 0       | Campeonato Brasileiro de 2015   |
| 7.       | 12 de julho de 2015     | Maracanã, Rio de Janeiro, Brasil                    | 0–3       | Corinthians            | 0    | 0       | Campeonato Brasileiro de 2015   |
| 8.       | 15 de julho de 2015     | Arena de Pernambuco, São Lourenço da Mata, Brasil   | 2–0       | Náutico                | 1    | 0       | Copa do Brasil de 2015          |
| 9.       | 18 de julho de 2015     | Maracanã, Rio de Janeiro, Brasil                    | 1–0       | Grêmio                 | 0    | 0       | Campeonato Brasileiro de 2015   |
| 10.      | 26 de julho de 2015     | Serra Dourada, Goiânia, Brasil                      | 1–0       | Goiás                  | 0    | 0       | Campeonato Brasileiro de 2015   |
| 11.      | 2 de agosto de 2015     | Maracanã, Rio de Janeiro, Brasil                    | 2–2       | Santos                 | 0    | 0       | Campeonato Brasileiro de 2015   |
| 12.      | 9 de agosto de 2015     | Moisés Lucarelli, Campinas, Brasil                  | 0–1       | Ponte Preta            | 0    | 0       | Campeonato Brasileiro de 2015   |
| 13.      | 12 de agosto de 2015    | Estádio do Maracanã, Rio de Janeiro, Brasil         | 3–2       | Atlético Paranaense    | 0    | 0       | Campeonato Brasileiro de 2015   |
| 14.      | 16 de agosto de 2015    | Allianz Parque, São Paulo, Brasil                   | 2–4       | Palmeiras              | 0    | 0       | Campeonato Brasileiro de 2015   |
| 15.      | 19 de agosto de 2015    | Maracanã, Rio de Janeiro, Brasil                    | 0–1       | Vasco da Gama          | 0    | 0       | Copa do Brasil de 2015          |
| 16.      | 26 de agosto de 2015    | Maracanã, Rio de Janeiro, Brasil                    | 1–1       | Vasco da Gama          | 0    | 0       | Copa do Brasil de 2015          |
| 17.      | 30 de agosto de 2015    | Arena Pernambuco, São Lourenço da Mata, Brasil      | 1–0       | Sport                  | 0    | 0       | Campeonato Brasileiro de 2015   |
| 18.      | 10 de setembro de 2015  | Maracanã, Rio de Janeiro, Brasil                    | 2–0       | Cruzeiro               | 0    | 0       | Campeonato Brasileiro de 2015   |
| 19.      | 13 de setembro de 2015  | Arena Condá, Chapecó, Brasil                        | 3–1       | Chapecoense            | 0    | 0       | Campeonato Brasileiro de 2015   |
| 20.      | 17 de setembro de 2015  | Mané Garrincha, Brasília, Brasil                    | 0–2       | Coritiba               | 0    | 0       | Campeonato Brasileiro de 2015   |
| 21.      | 27 de setembro de 2015  | Maracanã, Rio de Janeiro, Brasil                    | 1–2       | Vasco da Gama          | 0    | 0       | Campeonato Brasileiro de 2015   |
| 22.      | 4 de outubro de 2015    | Maracanã, Rio de Janeiro, Brasil                    | 2–0       | Joinville              | 0    | 0       | Campeonato Brasileiro de 2015   |
| 23.      | 11 de outubro de 2015   | Kléber Andrade, Cariacica, Brasil                   | 4–0       | Desportiva Ferroviária | 0    | 0       | Amistoso                        |
| 24.      | 18 de outubro de 2015   | Maracanã, Rio de Janeiro, Brasil                    | 0–1       | Internacional          | 0    | 0       | Campeonato Brasileiro de 2015   |
| 24.      | 25 de outubro de 2015   | Arena Corinthians, São Paulo, Brasil                | 0–1       | Corinthians            | 0    | 0       | Campeonato Brasileiro de 2015   |
| 26.      | 1 de novembro de 2015   | Arena do Grêmio, Porto Alegre, Brasil               | 0–2       | Grêmio                 | 0    | 0       | Campeonato Brasileiro de 2015   |
| 27.      | 8 de novembro de 2015   | Maracanã, Rio de Janeiro, Brasil                    | 4–1       | Goiás                  | 0    | 1       | Campeonato Brasileiro de 2015   |
| 28.      | 19 de novembro de 2015  | Vila Belmiro, Santos, Brasil                        | 0–0       | Santos                 | 0    | 0       | Campeonato Brasileiro de 2015   |
| 29.      | 6 de dezembro de 2015   | Maracanã, Rio de Janeiro, Brasil                    | 1–2       | Palmeiras              | 0    | 0       | Campeonato Brasileiro de 2015   |
| 30.      | 21 de janeiro de 2016   | Castelão, Fortaleza, Brasil                         | 3–3 (3–4) | Ceará                  | 0    | 0       | Troféu Asa Branca de 2016       |
| 31.      | 24 de janeiro de 2016   | Arruda, Recife, Brasil                              | 1–3       | Santa Cruz             | 0    | 0       | Taça Chico Science de 2016      |
| 32.      | 27 de janeiro de 2016   | Mineirão, Belo Horizonte, Brasil                    | 2–0       | Atlético Mineiro       | 0    | 0       | Primeira Liga do Brasil de 2016 |
| 33.      | 30 de janeiro de 2016   | Giulite Coutinho, Mesquita, Brasil                  | 1–1       | Boavista               | 0    | 0       | Campeonato Carioca de 2016      |
| 34.      | 3 de fevereiro de 2016  | Moacyrzão, Macaé, Brasil                            | 2–0       | Macaé                  | 0    | 1       | Campeonato Carioca de 2016      |
| 35.      | 10 de fevereiro de 2016 | Raulino de Oliveira, Volta Redonda, Brasil          | 5–0       | Portuguesa da Ilha     | 0    | 0       | Campeonato Carioca de 2016      |
| 36.      | 14 de fevereiro de 2016 | São Januário, Rio de Janeiro, Brasil                | 0–1       | Vasco da Gama          | 0    | 0       | Campeonato Carioca de 2016      |
| 37.      | 17 de fevereiro de 2016 | Kléber Andrade, Cariacica, Brasil                   | 1–0       | América Mineiro        | 0    | 0       | Primeira Liga do Brasil de 2016 |
| 38.      | 21 de fevereiro de 2016 | Mané Garrincha, Brasília, Brasil                    | 2–1       | Fluminense             | 0    | 0       | Campeonato Carioca de 2016      |
| 39.      | 28 de fevereiro de 2016 | Raulino de Oliveira, Volta Redonda, Brasil          | 5–0       | Resende                | 0    | 2       | Campeonato Carioca de 2016      |
| 40.      | 9 de março de 2016      | Mané Garrincha, Brasília, Brasil                    | 1–1       | Figueirense            | 0    | 0       | Primeira Liga do Brasil de 2016 |
| 41.      | 12 de março de 2016     | Raulino de Oliveira, Volta Redonda, Brasil          | 1–0       | Madureira              | 0    | 0       | Campeonato Carioca de 2016      |
| 42.      | 16 de março de 2016     | Batistão, Aracaju, Brasil                           | 0–1       | Confiança              | 0    | 0       | Copa do Brasil de 2016          |
| 43.      | 20 de março de 2016     | Pacaembu, São Paulo, Brasil                         | 0–0       | Fluminense             | 0    | 0       | Campeonato Carioca de 2016      |
| 44.      | 23 de março de 2016     | Mário Helênio, Juiz de Fora, Brasil                 | 0–1       | Atlético Paranaense    | 0    | 0       | Primeira Liga do Brasil de 2016 |
| 45.      | 30 de março de 2016     | Mané Garrincha, Brasília, Brasil                    | 1–1       | Vasco da Gama          | 0    | 0       | Campeonato Carioca de 2016      |
| 46.      | 2 de abril de 2016      | Mário Helênio, Juiz de Fora, Brasil                 | 2–2       | Botafogo               | 0    | 0       | Campeonato Carioca de 2016      |
| 47.      | 9 de abril de 2016      | Raulino de Oliveira, Volta Redonda, Brasil          | 3–0       | Boavista               | 0    | 0       | Campeonato Carioca de 2016      |
| 48.      | 17 de abril de 2016     | Moacyrzão, Macaé, Brasil                            | 3–0       | Bangu                  | 1    | 0       | Campeonato Carioca de 2016      |
| 49.      | 20 de abril de 2016     | Raulino de Oliveira, Volta Redonda, Brasil          | 3–0       | Confiança              | 0    | 0       | Copa do Brasil de 2016          |
| 50.      | 24 de abril de 2016     | Arena da Amazônia, Manaus, Brasil                   | 0–2       | Vasco da Gama          | 0    | 0       | Campeonato Carioca de 2016      |
| 51.      | 4 de maio de 2016       | Arena Castelão, Fortaleza, Brasil                   | 1–2       | Fortaleza              | 0    | 0       | Copa do Brasil de 2016          |
| 52.      | 14 de maio de 2016      | Raulino de Oliveira, Volta Redonda, Brasil          | 1–0       | Sport                  | 0    | 0       | Campeonato Brasileiro de 2016   |
| 53.      | 18 de maio de 2016      | Raulino de Oliveira, Volta Redonda, Brasil          | 1–2       | Fortaleza              | 0    | 0       | Copa do Brasil de 2016          |
| 54.      | 22 de maio de 2016      | Arena do Grêmio, Porto Alegre, Brasil               | 0–1       | Grêmio                 | 0    | 0       | Campeonato Brasileiro de 2016   |
| 55.      | 25 de maio de 2016      | Raulino de Oliveira, Volta Redonda, Brasil          | 2–2       | Chapecoense            | 0    | 0       | Campeonato Brasileiro de 2016   |
| 56       | 29 de maio de 2016      | Moisés Lucarelli, Campinas, Brasil                  | 2–1       | Ponte Preta            | 1    | 0       | Campeonato Brasileiro de 2016   |
| 57.      | 2 de junho de 2016      | Raulino de Oliveira, Volta Redonda, Brasil          | 1–0       | Vitória                | 0    | 0       | Campeonato Brasileiro de 2016   |
| 58.      | 5 de junho de 2016      | Mané Garrincha, Brasília, Brasil                    | 1–2       | Palmeiras              | 0    | 0       | Campeonato Brasileiro de 2016   |
| 59.      | 12 de junho de 2016     | Orlando Scarpelli, Florianópolis, Brasil            | 0–1       | Figueirense            | 0    | 0       | Campeonato Brasileiro de 2016   |
| 60.      | 15 de junho de 2016     | Mineirão, Belo Horizonte, Brasil                    | 1–0       | Cruzeiro               | 0    | 0       | Campeonato Brasileiro de 2016   |
| 61.      | 19 de junho de 2016     | Mané Garrincha, Brasília, Brasil                    | 2–2       | São Paulo              | 0    | 0       | Campeonato Brasileiro de 2016   |
| 62.      | 22 de junho de 2016     | Arruda, Recife, Brasil                              | 1–0       | Santa Cruz             | 0    | 0       | Campeonato Brasileiro de 2016   |
| 63.      | 26 de junho de 2016     | Arena das Dunas, Natal, Brasil                      | 1–2       | Fluminense             | 0    | 0       | Campeonato Brasileiro de 2016   |
| 64.      | 29 de junho de 2016     | Kléber Andrade, Cariacica, Brasil                   | 1–0       | Internacional          | 0    | 0       | Campeonato Brasileiro de 2016   |
| 65.      | 3 de julho de 2016      | Arena Corinthians, São Paulo, Brasil                | 0–4       | Corinthians            | 0    | 0       | Campeonato Brasileiro de 2016   |
| 66.      | 10 de julho de 2016     | Mané Garrincha, Brasília, Brasil                    | 2–0       | Atlético Mineiro       | 0    | 0       | Campeonato Brasileiro de 2016   |
| 67.      | 16 de julho de 2016     | Luso Brasileiro, Rio de Janeiro, Brasil             | 3–3       | Botafogo               | 1    | 0       | Campeonato Brasileiro de 2016   |
| 68.      | 21 de agosto de 2016    | Mané Garrincha, Brasília, Brasil                    | 2–1       | Grêmio                 | 0    | 0       | Campeonato Brasileiro de 2016   |
| 69.      | 28 de agosto de 2016    | Arena Condá, Chapecó, Brasil                        | 3–1       | Chapecoense            | 0    | 1       | Campeonato Brasileiro de 2016   |
| 70.      | 31 de agosto de 2016    | Kléber Andrade, Cariacica, Brasil                   | 3–1       | Figueirense            | 1    | 1       | Copa Sul-Americana de 2016      |
| 71.      | 7 de setembro de 2016   | Kléber Andrade, Cariacica, Brasil                   | 2–1       | Ponte Preta            | 0    | 0       | Campeonato Brasileiro de 2016   |
| 72.      | 10 de setembro de 2016  | Barradão, Salvador, Brasil                          | 2–1       | Vitória                | 0    | 0       | Campeonato Brasileiro de 2016   |
| 73.      | 14 de setembro de 2016  | Allianz Parque, São Paulo, Brasil                   | 1–1       | Palmeiras              | 0    | 0       | Campeonato Brasileiro de 2016   |
| 74.      | 18 de setembro de 2016  | Pacaembu, São Paulo, Brasil                         | 2–0       | Figueirense            | 0    | 0       | Campeonato Brasileiro de 2016   |
| 75.      | 21 de setembro de 2016  | David Arellano, Santiago, Chile                     | 1–0       | Palestino              | 0    | 0       | Copa Sul-Americana de 2016      |
| 76.      | 25 de setembro de 2016  | Kléber Andrade, Cariacica, Brasil                   | 2–1       | Cruzeiro               | 0    | 0       | Campeonato Brasileiro de 2016   |
| 77.      | 1 de outubro de 2016    | Morumbi, São Paulo, Brasil                          | 0–0       | São Paulo              | 0    | 0       | Campeonato Brasileiro de 2016   |
| 78.      | 13 de outubro de 2016   | Raulino de Oliveira, Volta Redonda, Brasil          | 2–1       | Fluminense             | 0    | 0       | Campeonato Brasileiro de 2016   |
| 79.      | 16 de outubro de 2016   | Beira Rio, Porto Alegre, Brasil                     | 1–2       | Internacional          | 0    | 0       | Campeonato Brasileiro de 2016   |
| 80.      | 23 de outubro de 2016   | Maracanã, Rio de Janeiro, Brasil                    | 2–2       | Corinthians            | 0    | 0       | Campeonato Brasileiro de 2016   |
| 81.      | 29 de outubro de 2016   | Mineirão, Belo Horizonte, Brasil                    | 2–2       | Atlético Mineiro       | 0    | 0       | Campeonato Brasileiro de 2016   |
| 82.      | 5 de novembro de 2016   | Maracanã, Rio de Janeiro, Brasil                    | 0–0       | Botafogo               | 0    | 0       | Campeonato Brasileiro de 2016   |
| 83.      | 16 de novembro de 2016  | Mineirão, Belo Horizonte, Brasil                    | 1–0       | América Mineiro        | 0    | 1       | Campeonato Brasileiro de 2016   |
| 84.      | 20 de novembro de 2016  | Maracanã, Rio de Janeiro, Brasil                    | 2–2       | Coritiba               | 0    | 0       | Campeonato Brasileiro de 2016   |
| 85.      | 27 de novembro de 2016  | Maracanã, Rio de Janeiro, Brasil                    | 2–0       | Santos                 | 0    | 0       | Campeonato Brasileiro de 2016   |
| 86.      | 11 de dezembro de 2016  | Arena da Baixada, Curitiba, Brasil                  | 0–0       | Atlético Paranaense    | 0    | 0       | Campeonato Brasileiro de 2016   |
| 87.      | 21 de janeiro de 2017   | Serra Dourada, Goiânia, Brasil                      | 1–2       | Vila Nova              | 0    | 0       | Amistoso                        |
| Monaco   |                         |                                                     |           |                        |      |         |                                 |
| 88.      | 1 de março de 2017      | Vélodrome, Marselha, França                         | 4–3       | Olympique de Marseille | 0    | 0       | Copa da França de 2016–17       |
| 89.      | 4 de abril de 2017      | Stade Louis II, Mónaco, França                      | 2–1       | Lille                  | 0    | 0       | Copa da França de 2016–17       |
| 90.      | 26 de abril de 2017     | Parc des Princes, Paris, França                     | 0–5       | Paris Saint-Germain    | 0    | 0       | Copa da França de 2016–17       |
| 91.      | 29 de abril de 2017     | Stade Louis II, Mónaco, França                      | 3–1       | Toulouse               | 0    | 0       | Campeonato Francês de 2016–17   |
| 92.      | 20 de maio de 2017      | Roazhon Park, Rennes, França                        | 3–2       | Rennes                 | 1    | 0       | Campeonato Francês de 2016–17   |
| 93.      | 4 de agosto de 2017     | Stade Louis II, Mónaco, França                      | 3–2       | Toulouse               | 0    | 1       | Campeonato Francês de 2017–18   |
| 94.      | 13 de agosto de 2017    | Stade Gaston Gérard, Dijon, França                  | 4–1       | Dijon                  | 0    | 0       | Campeonato Francês de 2017–18   |
| 95.      | 18 de agosto de 2017    | Stade Saint-Symphorien, Longeville-lès-Metz, França | 3–2       | Metz                   | 0    | 0       | Campeonato Francês de 2017–18   |
| 96.      | 27 de agosto de 2017    | Stade Louis II, Mónaco, França                      | 6–1       | Olympique de Marseille | 0    | 0       | Campeonato Francês de 2017–18   |
| 97.      | 9 de setembro de 2017   | Allianz Riviera, Nice, França                       | 0–4       | Nice                   | 0    | 0       | Campeonato Francês de 2017–18   |
| 98.      | 13 de setembro de 2017  | Red Bull Arena, Leipzig, Alemanha                   | 1–1       | RB Leipzig             | 0    | 0       | Liga dos Campeões de 2017–18    |

### Seleção Brasileira
Abaixo estão listados todos jogos e gols do futebolista pela Seleção Brasileira, desde as categorias de base. Abaixo da tabela, clique em expandir para ver a lista detalhada dos jogos de acordo com a categoria selecionada.
Sub-20
| Ano   |       |      |         |       |
| Ano   | Jogos | Gols | Assist. | Média |
| ----- | ----- | ---- | ------- | ----- |
| 2015  | 10    | 1    | 0       | 0,1   |
| Total | 10    | 1    | 0       | 0,1   |

|     | Data                | Local                                          | Resultado | Adversário | Gols | Assist. | Competição                   |
| --- | ------------------- | ---------------------------------------------- | --------- | ---------- | ---- | ------- | ---------------------------- |
| 1.  | 13 de abril de 2015 | Salzburg, Áustria                              | 3–0       | Catar      | 0    | 0       | Amistoso                     |
| 2.  | 16 de abril de 2015 | Pasching, Áustria                              | 0–1       | Honduras   | 0    | 0       | Amistoso                     |
| 3.  | 24 de maio de 2015  | Jubilee Oval, Sydney, Austrália                | 1–0       | Portugal   | 0    | 0       | Amistoso                     |
| 4.  | 27 de maio de 2015  | Wollongong Showground, Wollongong, Austrália   | 1–0       | Austrália  | 0    | 0       | Amistoso                     |
| 5.  | 31 de maio de 2015  | Estádio Yarrow, New Plymouth, Nova Zelândia    | 4–2       | Nigéria    | 0    | 0       | Copa do Mundo Sub-20 de 2015 |
| 6.  | 4 de junho de 2015  | Estádio Yarrow, New Plymouth, Nova Zelândia    | 2–1       | Hungria    | 0    | 0       | Copa do Mundo Sub-20 de 2015 |
| 7.  | 11 de junho de 2015 | Estádio Yarrow, New Plymouth, Nova Zelândia    | 0–0       | Uruguai    | 0    | 0       | Copa do Mundo Sub-20 de 2015 |
| 8.  | 13 de junho de 2015 | Waikato Stadium, Hamilton, Nova Zelândia       | 0–0       | Portugal   | 0    | 0       | Copa do Mundo Sub-20 de 2015 |
| 9.  | 17 de junho de 2015 | Waikato Stadium, Hamilton, Nova Zelândia       | 5–0       | Senegal    | 1    | 0       | Copa do Mundo Sub-20 de 2015 |
| 10. | 20 de junho de 2015 | North Harbour Stadium, Auckland, Nova Zelândia | 1–2       | Sérvia     | 0    | 0       | Copa do Mundo Sub-20 de 2015 |

Sub-23 (Olímpico)
| Ano   |       |      |         |       |
| Ano   | Jogos | Gols | Assist. | Média |
| ----- | ----- | ---- | ------- | ----- |
| 2015  | 3     | 0    | 0       | 0     |
| Total | 3     | 0    | 0       | 0     |

|    | Data                   | Local                          | Resultado | Adversário     | Gols | Assist. | Competição |
| -- | ---------------------- | ------------------------------ | --------- | -------------- | ---- | ------- | ---------- |
| 1. | 8 de setembro de 2015  | MMArena, Le Mans, França       | 1–2       | França         | 0    | 0       | Amistoso   |
| 2. | 11 de novembro de 2015 | Ilha do Retiro, Recife, Brasil | 2–1       | Estados Unidos | 0    | 0       | Amistoso   |
| 3. | 15 de novembro de 2015 | Mangueirão, Belém, Brasil      | 5–1       | Estados Unidos | 0    | 0       | Amistoso   |

Seleção Principal
| Ano   |       |      |         |       |
| Ano   | Jogos | Gols | Assist. | Média |
| ----- | ----- | ---- | ------- | ----- |
| 2017  | 1     | 0    | 0       | 0     |
| 2019  | 0     | 0    | 0       | 0     |
| Total | 1     | 0    | 0       | 0     |

|    | Data                  | Local                                         | Resultado | Adversário | Gols | Assist. | Competição                |
| -- | --------------------- | --------------------------------------------- | --------- | ---------- | ---- | ------- | ------------------------- |
| 1. | 25 de janeiro de 2017 | Estádio Nilton Santos, Rio de Janeiro, Brasil | 1–0       | Colômbia   | 0    | 0       | Amistoso: Jogo da Amizade |

Seleção Brasileira (total)
| Ano   |       |      |         |       |
| Ano   | Jogos | Gols | Assist. | Média |
| ----- | ----- | ---- | ------- | ----- |
| 2015  | 12    | 1    | 0       | 0,08  |
| 2017  | 1     | 0    | 0       | 0     |
| 2019  | 0     | 0    | 0       | 0     |
| Total | 13    | 1    | 0       | 0,08  |

## Títulos
Flamengo
- Campeonato Carioca: 2014
- Taça Guanabara: 2014
- Taça Rádio Globo 70 Anos: 2014

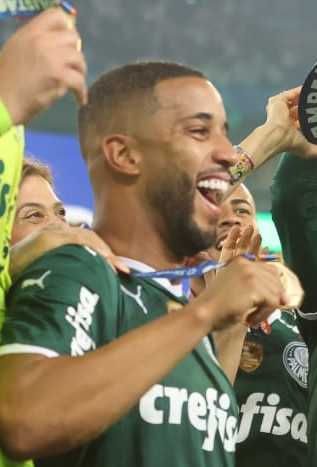
Jorge comemorando o título do Campeonato Paulista de 2022 com o Palmeiras

- Torneio Super Clássicos: 2014 e 2015
- Torneio Super Series: 2015

Monaco
- Ligue 1: 2016-17

Palmeiras
- Copa Libertadores da América: 2021
- Recopa Sul-Americana: 2022
- Campeonato Brasileiro: 2022
- Campeonato Paulista: 2022

Fluminense
- Taça Guanabara: 2023[65]
- Campeonato Carioca: 2023

### Prêmios individuais
- Prêmio Craque do Brasileirão: 2016
- Troféu Mesa Redonda - Melhor Lateral-Esquerdo do Brasileirão: 2016[66]
- Seleção Melhores da Europa no Mês Agosto de 2017[67]
- Prêmio Bola de Prata Placar/ESPN: Melhor Lateral-esquerdo do Campeonato Brasileiro de 2019